# José María Gil-Robles y Quiñones
José María Gil-Robles y Quiñones de León (ur. 22 listopada 1898 w Salamance, zm. 14 września 1980 w Madrycie) – polityk i adwokat hiszpański działający w okresie Drugiej Republiki Hiszpańskiej.

## Wykształcenie
Od młodości należał do politycznych i społecznych organizacji katolickich. Idąc za przykładem swego ojca, w wieku 21 lat ukończył studia prawnicze na Uniwersytecie w Salamance. Doktorat obronił na Uniwersytecie Madryckim i w 1922 na krótki czas objął katedrę Prawa Politycznego Uniwersytetu La Laguna w San Cristóbal de La Laguna w prowincji Santa Cruz de Tenerife na Wyspach Kanaryjskich. Po powrocie do Madrytu dołączył do redakcji katolickiego dziennika El Debate (Debata), którego szefem był Ángel Herrera Oria. Był sekretarzem partii Confederación Nacional Católico-Agraria (Katolicko-Rolnicza Konfederacja Narodowa), a w 1922 dołączył do Partido Social Popular (Ludowa Partia Socjalna). W 1923 rozpoczęła się w Hiszpanii dyktatura Miguela Primo de Rivera. W tym okresie Gil-Robles związał się z José Calvo Sotelo.

## Druga Republika Hiszpańska
W pierwszych po proklamowaniu republiki wyborach powszechnych w czerwcu 1931 dostał się do Kortezów z listy Hiszpańskiej Partii Rolniczej. W Kortezach Ustawodawczych jako członek komisji konstytucyjnej wyróżnił się oporem wobec polityki religijnej nowych, centrolewicowych władz. Jeszcze w tym samym roku zapisał się do Akcji Narodowej. Kiedy Gil-Robles należał już do najważniejszych działaczy, partia w 1932 była zmuszona przez lewicowe władze II Republiki, aby zmienić nazwę na Acción Popular. Rząd utrudniał działalność narodowej prawicy. Gil-Robles stał na stanowisku, że nieistotna jest forma rządów – republika lub monarchia – lecz obrona interesów Kościoła. Stało to w sprzeczności z poglądami większości hiszpańskiej prawicy, która była otwarcie antyrepublikańska i monarchistyczna. Na przełomie lutego i marca 1933 zaangażował się w tworzenie nowej partii – Confederación Española de Derechas Autónomas (Hiszpańska Konfederacja Prawicy Autonomicznej) poprzez włączenie do niej Akcji Ludowej. Nowa partia wygrała listopadowe wybory powszechne, jednak zdobycie tylko 115 z 472 kandydatów nie pozwoliło na sformowanie własnego rządu. CEDA poparła centrolewicowy gabinet Alejandro Lerroux i kolejne gabinety premierów Partido Republicano Radical (Radykalna Partia Republikańska).

### Minister wojny
6 maja 1935 został mianowany Ministrem wojny przez premiera Lerroux. Awansował wielu wojskowych, którzy odegrali później ważne role w wojnie domowej: mianował szefem Centralnego Sztabu Generalnego generała Francisco Franco, przywrócił do służby i wyznaczył na dowódcę wojsk w hiszpańskim protektoracie Maroka generała Emilio Mola, mianował wiceministrem generała Joaquína Fanjul (który w 1936 dowodził buntem w koszarach La Montaña) i awansował na generała José Enrique Varela. Usunął z ministerstwa ludzi związanych z Manuelem Azaña, wprowadził Trybunały Honorowe i zezwolił na sprawowanie nabożeństw w koszarach. Pozostał ministrem również w następnym gabinecie kierowanym przez Joaquína Chapaprieta, jednak dzielące ich różnice w sprawach ekonomicznych doprowadziły do dymisji premiera i końca ministerialnej pracy Gil-Roblesa. Przez osiem miesięcy w ministerstwie doposażył armię (wprowadził hełmy dla wszystkich żołnierzy), stworzył fabrykę samolotów w Guadalajarze oraz zwiększył produkcję w Fabryce Broni w Toledo do 800 000 pocisków dziennie.

### Szef opozycji
Po zwycięstwie Frontu Ludowego w wyborach w 1936 José María Gil-Robles został szefem opozycji parlamentarnej. Jednak według ankiety przeprowadzonej przez periodyk ,,Ya" był dopiero trzecim najpopularniejszym politykiem prawicy po José Calvo Sotelo i najpopularniejszym według badania z 1936 r., José Antonio Primo de Riverze. Sytuacja w opozycji była trudna ze względu na radykalne stanowisko innego ważnego polityka – José Calvo Sotelo. Gil-Robles udał się do Francji na krótko przed zabójstwem Calvo Sotelo przez lewicowe władze II Republiki, jednak rząd Léona Bluma zmusił go do ucieczki do Portugalii.

## Hiszpańska wojna domowa
Podczas wojny domowej Gil-Robles polecił swoim zwolennikom poprzeć generała Francisco Franco, a fundusze partii powierzył generałowi Emilio Mola. We wspomnieniach twierdził, że nie wiedział o konspiracji wojskowych, która doprowadziła do wojny.

## Konspiracja monarchistyczna
Po zakończeniu wojny w kwietniu 1939, Gil-Robles poparł sprawę monarchii. Został mianowany członkiem Prywatnej Rady hrabiego Barcelony Jana Burbona (ojca późniejszego króla Juana Carlosa I). W 1948 usiłował dojść do porozumienia z szefem PSOE Indalecio Prieto, żeby przywrócić monarchię. W 1953 powrócił do Hiszpanii i popierał różne grupy przeciwne wobec dyktatury. Wziął udział w antyfrankistowskim zjeździe w Monachium. Spowodowało to tym samym odsunięcie od otoczenia hrabiego Barcelony. Gil-Robles poświęcił się w tamtym czasie pisaniu wspomnień. W pierwszej z książek No fue possible la paz (Pokój nie był możliwy) próbował wytłumaczyć przyczyny wojny domowej I uzasadnić swój udział w poprzedzających ją wydarzeniach.

## Powrót do polityki
Od 1968 José María Gil-Robles był profesorem Uniwersytetu w Oviedo. Po śmierci Francisco Franco w 1975 i rozpoczęciu transformacji ustrojowej oraz panowania Juana Carlosa I próbował odzyskać miejsce na scenie politycznej, stając na stanowisku zbliżonym do chadecji. Współpracował z nim jeden z jego synów José María Gil-Robles y Gil-Delgado. W 1976 pojawiła się kolejna jego książka – La monarquía por la que luché (Monarchia, za którą walczyłem). Porażka jego partii Federación Popular Democrática (Ludowa Federacja Demokratyczna), startującej razem z Izquiera Democrática (Lewica Demokratyczna) jako Federación de la Democracia Cristiana (Federacja Chrześcijańskiej Demokracji), w wyborach w 1977 doprowadziła go do definitywnego zerwania z czynną polityką.
Jego syn José María Gil-Robles y Gil-Delgado przeniósł się później do Partido Popular (Partii Ludowej) i w latach 1997–1999 był przewodniczącym Parlamentu Europejskiego. Drugi syn, Álvaro Gil-Robles piastował funkcję Defensor del Pueblo (Obrońcy Ludu), hiszpańskiego odpowiednika polskiego Rzecznika Praw Obywatelskich.